# Klaus Sterz
Klaus Sterz (* 6. Dezember 1946) ist ein ehemaliger deutscher Fußballspieler. In den 1970er und 1980er Jahren spielte er für verschiedene Vereine in der höchsten Amateurklasse und der 2. Bundesliga, dabei erzielte der Stürmer 34 Tore in 149 Zweitligaspielen.

## Sportlicher Werdegang
Sterz spielte Anfang der 1970er Jahre bei den Würzburger Kickers in der 1. Amateurliga Bayerns. 1974 wechselte er innerhalb der Meisterschaft zum Aufsteiger ASV Neumarkt, den er bereits nach nur einer Spielzeit in Richtung 2. Bundesliga verließ. Für die SpVgg Bayreuth debütierte er zu Beginn der Spielzeit 1975/76 mit jeweils einem Tor in seinen ersten beiden Spielen gegen FC 08 Homburg respektive den SV Waldhof Mannheim. Dennoch konnte er sich unter Trainer Gerhard Happ nicht in der Stammmannschaft behaupten und stand bei seinen 18 Saisoneinsätzen nur neunmal in der Startformation, dabei gelangen ihm insgesamt vier Tore.
Im Sommer 1976 wechselte Sterz zurück nach Würzburg, schloss sich aber den ebenfalls zweitklassig antretenden „Blauen“ vom FV 04 Würzburg an. Unter Trainer Herbert Wenz hatte er in seiner ersten Spielzeit ebenfalls einen schweren Stand, 14 Einsätzen in der Startelf standen 15 Einwechslungen gegenüber. Dabei stand er im Schatten von Zweitligatorschützenkönig Lothar Emmerich, der sich mit 24 Saisontoren für nahezu jedes zweite der 49 Saisontore der Würzburger verantwortlich zeichnete, und war mit sieben Treffern zweitbester vereinsinterner Torschütze. Nach dem Wechsel Emmerichs kurz nach Beginn der folgenden Spielzeit zu den aufgestiegenen „Roten“ Würzburger Kickers etablierte er sich als Stammspieler und war mit seinen 15 Treffern der Garant für den Klassenerhalt. In der Spielzeit 1978/79 war er wie die gesamte Mannschaft weniger torgefährlich, mit dem schwächsten Sturm der Südstaffel reichte es dennoch bei 40 Saisontoren zum Klassenerhalt, drei davon trug Sterz bei. Nach einem missglückten Start in die folgende Spielzeit übernahm Heinz Bewersdorf das Traineramt von Dieter Feldhoff, anschließend rückte Sterz ins zweite Glied. Im Februar übernahm Helmut Siebert, der im letzten Saisondrittel nochmals Sterz zu einzelnen Einsätzen kommen ließ, der Klub stieg jedoch als Tabellenschlusslicht ab.
Sterz folgte anschließend einem Angebot des badischen Überraschungsaufsteigers VfB Eppingen, der als Aufsteiger die Meisterschaft der Oberliga Baden-Württemberg gewonnen hatte und erfahrene Spieler für das Zweitligaabenteuer suchte. In der Spielzeit 1980/81 war die Mannschaft chancenlos, zumal aufgrund der Einführung der eingleisigen 2. Bundesliga im Wesentlichen die Tabellenplätze der letzten drei Jahre über die Qualifikation entschieden. Der Neuling gewann nur sieben seiner 38 Saisonspiele und stieg als Schlusslicht direkt wieder ab, dabei hatte Sterz in der ersten Saisonhälfte 14 Spiele bestritten und zwei Tore erzielt.
Der Werbekaufmann Sterz kehrte anschließend nach Würzburg zurück, wo er selbständig eine Werbeagentur betrieb.